# Jules Clerc
Jules Clerc (Napoléon-Jules-Philibert, pseudonyme Jules Frantz), né le 15 mars 1844 à Mâcon et mort à Clarens le 2 décembre 1909, est un publiciste architecte français qui a fait surtout carrière en Suisse.

## Biographie
Clerc a eu en début de carrière, durant les années 1860, une activité de publiciste et journaliste à Lyon, sous le pseudonyme de « Jules Frantz ». Il était engagé dans plusieurs journaux satiriques et anticléricaux. Puis qu’il a quitté l’Ecole  des Beaux-Arts de Lyon en 1869. Durant la guerre de 1870-1871, il est incorporé avec la grade de capitaine-major. Déçu par l’évolution politique de son pays, il s’installe définitivement en Suisse, à partir de 1879 sur la Riviéra lémanique, à Corsier-sur-Vevey, à La Tour-de-Peilz, et à Clarens. Il acquiert en 1906 la nationalité de son pays d’accueil.
En 1881 il construit avec Henri et Charles Chaudet le Kursaal de Montreux d’après des plans des architectes Burnat & Nicati, de Vevey. On lui doit ensuite le théâtre du Casino à Evian (1883-1885). Parmi ses œuvres principales, il faut mentionner la Villa Florentine (1895) à Montreux, le sanatorium La Colline à Glion (1897), et l'hôtel moderne à Montreux (1908) .